# Kuvinde
Kuvinde (nep. कुभिण्डे) – gaun wikas samiti we wschodniej części Nepalu w strefie Sagarmatha w dystrykcie Khotang. Według nepalskiego spisu powszechnego z 2001 roku liczył on 422 gospodarstw domowych i 2246 mieszkańców (1148 kobiet i 1098 mężczyzn).